# Albert Laumaillé

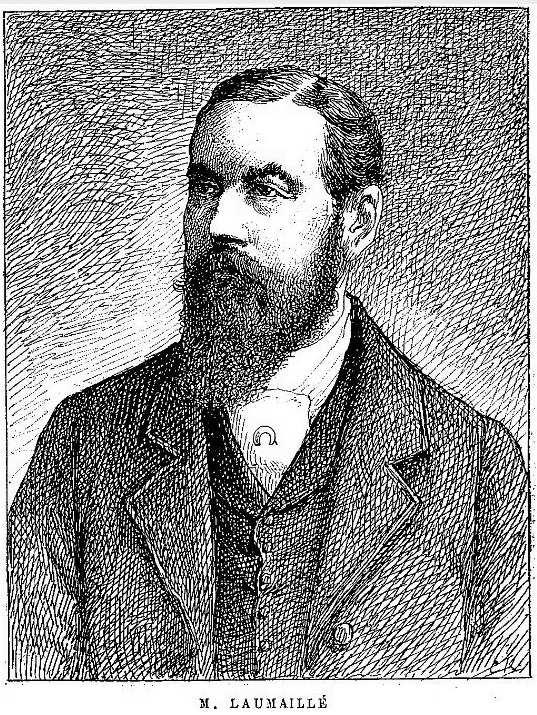
Albert Laumaillé en 1893.

Albert Octave Laumaillé du Bignon, né le 16 août 1848 à Château-Gontier (Mayenne) et mort le  24 août 1901  à Nice, est un ancien cyclotouriste, coureur sur vélocipède, grand-bi, bicyclettes, motocyclettes, tricycles, et enfin pilote automobile français.

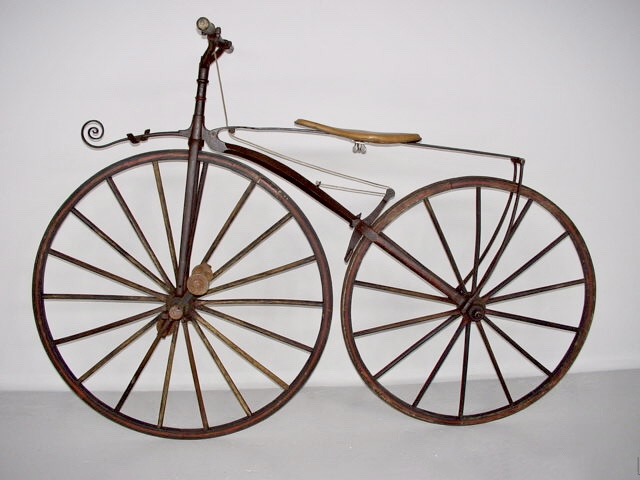
Exemple de vélocipède (ici un Michaud, de 1870).

## Biographie
Il entame son périple sur les routes européennes continentales de l'ouest en 1867. Onze ans plus tard il effectue avec le baron Emmanuel de Graffenried un raid cycliste de près de 4 000 kilomètres en 36 journées entre la France, la Suisse et l'Italie. Il effectue également un séjour en Algérie en 1879 avec son engin, premier européen à en sillonner les routes  des trois provinces sur un cycle. Au total il randonne sur près de 200 000 kilomètres jusqu'en 1881 de façon régulière, annuellement. En 1893 il range définitivement ses engins à deux roues.  
Il est un des membres fondateur de L'Auto-Véloce-Club d’Angers (AVCA) fondé en 1875 et de la Société Vélocipédique du Mans en 1881.  
(Nota Bene : son épouse Marie est l'une des toutes premières femmes à participer à une course automobile, en 1898 lors de Marseille-Nice (27e sur un tricycle, malgré une luxation de la mâchoire sur une chute).

## Palmarès

### Record
- Distance Paris-Vienne en 12 jours et 10 heures ;

### Grand-Bi
- 1870 : course Dijon-Besançon ;
- 1876 : Champion de l'Ouest (à Angers)[7]

### Automobile
- Course de côte de 12 kilomètres du Meeting de Spa, en 1896 sur Peugeot-Daimler[8] ;
- Également vainqueur du Concours d'adresse pour conducteurs d'automobiles, organisé au parc juste après la course de Spa[9] ;
  - 9e de Limone-Cuneo-Turin, en 1899, sur tricycle De Dion-Bouton ;
  - Participation à Marseille-Nice-La Turbie, en 1897 sur Peugeot-Daimler (27e) ;
  - Participation à Marseille-Nice, en 1898 sur tricycle De Dion-Bouton (31e).

## Distinction
- 1890: Croix d'or de l'Union Vélocipédique de France.